# Brovari, Camenița
Brovari (în ucraineană Броварі) este un sat în comuna Dereveane din raionul Camenița, regiunea Hmelnîțkîi, Ucraina.

## Demografie
Componența lingvistică a localității Brovari
     Ucraineană (99,07%)
     Alte limbi (0,93%)
Conform recensământului din 2001, majoritatea populației localității Brovari era vorbitoare de ucraineană (99,07%), existând în minoritate și vorbitori de alte limbi.